# Tarik Saleh

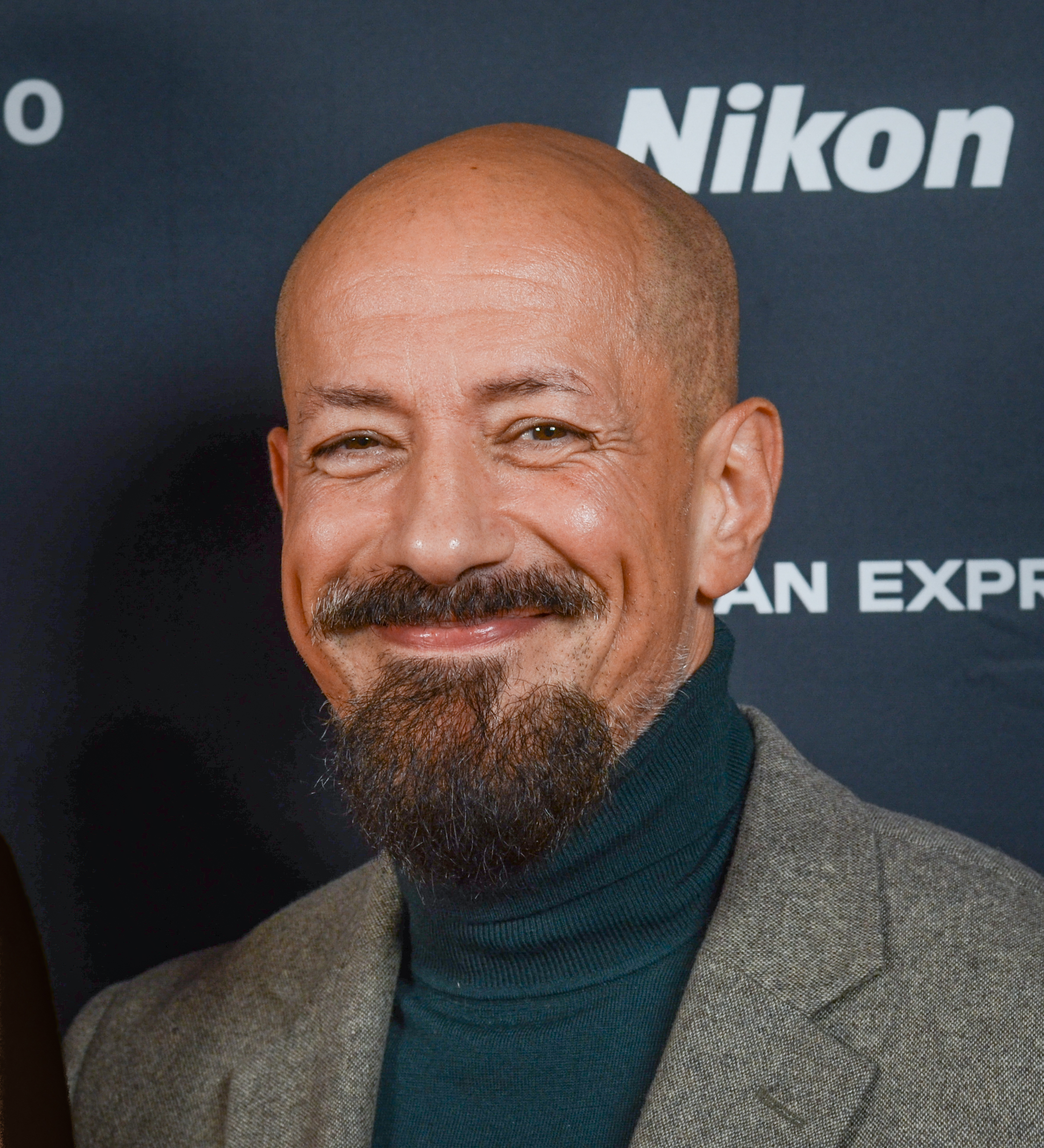
Tarik Saleh bei der Vorstellung des Films Boy from Heaven im November 2022 beim Stockholm Film Festival

Tarik Saleh (* 28. Januar 1972 in Stockholm) ist ein schwedischer Filmregisseur, Animator und Drehbuchautor.

## Leben
Saleh ist der Sohn eines Ägypters und einer Schwedin. Er begann seine Karriere zunächst als Graffiti-Künstler. Sein 1989 umgesetztes Mural Fascinate war zu seiner Entstehungszeit das größte Graffiti Nordeuropas und das erste Graffiti Schwedens, das als erhaltenswertes Kulturerbe geschützt wurde.
In den 1990er Jahren arbeitete er als Art Director und studierte an einer Kunstschule im ägyptischen Alexandria. 1995 gründete er dort das Magazin Alive. 2001 drehte er Saleh gemeinsam mit Erik Gandini den Dokumentarfilm Sacrificio: Who Betrayed Che Guevara, in dem beide den Tod Che Guevaras untersuchen. 2005 drehten Saleh und Gandini den Dokumentarfilm Gitmo über die Gefangenen im Gefangenenlager der Guantanamo Bay Naval Base.
2009 drehte er den Animationsfilm Metropia, für den er gemeinsam mit Stig Larsson und Fredrik Edin auch das Drehbuch verfasst hatte. Für die Animation wurden Fotografien von Statisten angefertigt und dann verfremdet und animiert. Die Sprechrollen übernahmen Vincent Gallo, Juliette Lewis, Udo Kier, Stellan Skarsgård, Alexander Skarsgård und Sofia Helin. Der Film feierte seine Premiere bei den Internationalen Filmfestspielen von Venedig 2009.
Für die Musikerin Lykke Li drehte Saleh die beiden Musikvideos I Follow Rivers (mit Fares Fares) und Sadness is a Blessing (mit Stellan Skarsgård). 2014 entstand der Spielfilm Tommy. 2017 führte Saleh Regie beim Kriminalfilm Die Nile Hilton Affäre, der beim Sundance Film Festival 2017 mit dem World Cinema Grand Jury Prize: Dramatic und beim Guldbagge 2018 als Bester Film ausgezeichnet wurde.
2018 drehte Saleh je eine Episode der Fernsehserien Westworld und Ray Donovan. 2022 folgte mit The Contractor sein erster englischsprachiger Spielfilm. Im selben Jahr wurde er für seinen Spielfilm Boy from Heaven zum ersten Mal in den Wettbewerb um die Goldene Palme des Filmfestivals von Cannes eingeladen und von Schweden als Beitrag für die Oscarverleihung 2023 in der Kategorie Bester Internationaler Film eingereicht.
Im Jahr 2025 wurde sein Spielfilm Eagles of the Republic erneut in den Hauptwettbewerb des 78. Filmfestivals von Cannes eingeladen.

## Filmografie (Auswahl)
Regie
- 2001: Sacrificio: Who Betrayed Che Guevara (Dokumentarfilm)
- 2005: Gitmo (Dokumentarfilm)
- 2009: Metropia
- 2011: Lykke Li – I Follow Rivers (Musikvideo)
- 2011: Lykke Li – Sadness is a Blessing (Musikvideo)
- 2014: Tommy
- 2017: Die Nile Hilton Affäre (The Nile Hilton Incident)
- 2018: Westworld (Fernsehserie, 1 Episode)
- 2018: Ray Donovan (Fernsehserie, 1 Episode)
- 2022: The Contractor
- 2022: Die Kairo Verschwörung (Boy from Heaven / Walad Min Al Janna)
- 2025: Eagles of the Republic

Drehbuch
- 2000: En klass för sig (Fernsehserie)
- 2005: Om du var jag (Miniserie)
- 2009: Metropia
- 2017: Die Nile Hilton Affäre (The Nile Hilton Incident)
- 2022: Die Kairo Verschwörung (Boy from Heaven / Walad Min Al Janna)
- 2025: Eagles of the Republic

## Auszeichnungen
Internationale Filmfestspiele von Cannes
- 2022: Auszeichnung für das Beste Drehbuch (Boy from Heaven)